# 発生砂時計モデル
発生砂時計モデル（はっせいすなどけいモデル）とは動物が個体発生を行う際、その発生中期に進化的な変更を最も加えにくい時期が存在するという考えである。単に砂時計モデルと呼ばれることもある。

## 概要
進化と発生の関係性を説明しようとするモデルのひとつ。デニス・ドゥブールによって提唱され、ルドルフ・ラフによって名付けられた。
発生砂時計モデルによれば、「脊椎動物や無脊椎動物に属する動物種の胚は、進化的によく保存された発生中期を通るとされており、その理由は、発生中期は進化的に変更が利きにくい胚段階であるためである」と説明・推論している。この発生中期にあたる時期は、動物の「門(phyla)」に特徴的なボディプランを示すという意味から、ファイロティピック段階 (phylotypic stage)と名付けられている。また、この時期の胚形態をファイロタイプと呼ぶ。
「砂時計」という名称は、発生の初期と後期では進化的保存性が広がるが、中期では狭まる、というイメージに由来する。

## 歴史的背景
古くは、フォン＝ベーア(von=Baer)が提唱した発生法則やエルンスト・ヘッケルが唱えた反復説などにみられるように、発生の初期ほど進化的に古い特徴が現れるという考え方が広く受け入れられていた。しかし、発生の初期（卵割期や原腸陥入期など）は意外に種間での胚形態や遺伝子システムの多様性が認められることが指摘され、1990年代の砂時計モデルの登場となった。

## モデルの妥当性
発生砂時計モデルは提唱以来、多くの進化発生生物学の教科書にも採用されるほど人気のあるモデルであったが、検証可能な形で科学妥当性が示されることはなかった。しかし、現在その妥当性を示唆する分子レベルの研究がいくつか報告されている。また、その動物門の基本形を示すとされるファイロティピック段階が実際にはどういった胚段階なのか、未だにコンセンサスが得られていなかったが、これに関しても脊椎動物では咽頭胚形成期がそれに相当するという分子レベルからの報告がある。